# قضاء همدان (یمن)
 قضاء همدان  به عربی ( قضاء هَمَدان  )، روستایی است در دهستان المَقَاش از توابع استان اَبیَن در کشور یمن در شبه جزیره عربستان.

## جمعیت
جمعیت آن (۷۴) نفر (۵ خانوار) می‌باشد.